# 주교회의
주교회의(主敎會議, 영어: Episcopal Conference, Conference of Bishops, or National Conference of Bishops)는 로마 가톨릭 교회에서 특정한 지역 내에 있는 주교들의 공식적인 회합을 의미한다.

### 주교회의의 시작
19세기부터 개별 공의회의 전통을 따라, 그리고 그 전통과 조화를 이루어, 역사적, 문화적, 사회적 이유로 여러 나라에 주교회의가 설립되기 시작하였다. 주교회의는 해당주교회의를 구성한  교구들의 다양한 공동 관심사들에 대처하고 그에 대한 적절한 해결책을 찾으려는 수단으로서 특수한 사목적 목적으로 설립되었다. 공의회와는 달리 주교회의는 영구적인 상설 기구의 성격을 지녔다. 1889년 8월 24일에 발표된 주교성성의 훈령은 이 회의들을 명시적으로 주교 회의라는 명칭으로 부르고 있다.

### 주교회의의 성격
주교회의는 교구가 2개이상인 지역에 설정이 된다    동일언어나 문화권 교구간 유대를 위하여 만들어지며  주교회의가 교구를 구속하지는 못한다 1국에 1교구만 있다면 주교회의가 필요없다
제2차 바티칸 공의회는 1965년 교령 《그리스도 주》(라틴어: Christus Dominus)에서 유서 깊은 개별(지역) 공의회 제도를 부활하려는 바람을 드러냈을 뿐만 아니라, 주교회의가 여러 나라에 설립되었다는 사실을 인식하여 그에 관한 구체적인 규범을 정하면서 주교회의에 대하여 명시적으로 다루고 있다(38항). 실제로 공의회는 이들 기구의 유용성과 잠재력을 인정하였으며, “세계 어디서나 동일한 국가나 지역의 주교들이 한 회합에 정기적으로 함께 모여, 지혜와 경험의 빛을 나누고 의견을 모아, 교회의 공동선을 위하여 힘을 합치는 거룩한 결속을 이루는 것이 매우 유익하다.”고 판단하였다. 이후 교황 바오로 6세는 1966년에 발표한 자의교서 《거룩한 교회》(라틴어: Ecclesiae sanctae)에서 주교회의의 개념을 보충하였다.
이런 주교회의의 위치는 1983년 교황 요한 바오로 2세가 개정한 가톨릭 교회법에서 확실하게 명시되어 인정을 받았고(447-459항), 이후 요한 바오로 2세는 ‘주교회의’의 신학적 법률적 성격에 관한 자의 교서’(1988.5.21)에서 주교회의에 대하여 명확하게 규정하였다.
“상설 기관인 주교회의는 교회가 사람들에게 제공하는 선익을 더욱 증대시키기 위하여 해당 지역의 그리스도교 신자들을 위한 어떤 사목 임무를 특히 시대와 장소의 상황에 적절히 적응시킨 사도직의 형태와 방법으로 법 규범에 따라 공동으로 수행하는 한 국가나 특정 지역의 주교들의 회합이다.”(교회법 제447조).

또한 주교회의는 대체로 국가적이다. 문화와 전통, 역사가 같은 동일한 국가의 주교들만이 모인다. 그렇지만 “더 적거나 더 큰 범위의 지역을 위하여, 즉 특정 지역에 설정된 소수의 개별 교회의 주교들을 포함하거나 또는 여러 국가에 존재하는 개별 교회들의 주교들을 포함하는 주교회의를 설립할 수 있도록” 교회법은 규정하고 있다.

### 주교회의의 조직체계
주교회의 안에서 로마 가톨릭 교회 주교들은 그 지역 신자들의 선익을 위하여 공동으로 주교 직무를 수행한다. 주교 직무의 공동 수행에는 가르치는 직무도 포함된다. 이를 위해 주교회의는 사도좌의 승인을 받아 그 지역을 위한 교리서와 성서를 출판한다. 주교회의의 교리적 선언이 만장일치로 승인될 때에 그 선언은 주교회의 자체의 이름으로 발표될 수 있고, 신자들은 자기가 속한 지역 로마 가톨릭 교회의 주교들의 유권적 교도권에 종교적 존경의 정신으로 따라야 할 의무가 있다.
주교들이 주교회의를 통하여 공동으로 그 직무를 수행할 때에 주교들의 교도 직무는 그 본질에 따라 총회에서 이루어져야 한다. 그 하위 기구들, 곧 상임위원회, 주교위원회 또는 그 밖의 사무국들은 그 자체의 이름으로나 주교회의의 이름으로 유권적 교도권 행위를 수행할 권위를 지니지 못한다.

## 같이 보기
- 교황청